# 17 Dywizja Piechoty (Imperium Rosyjskie)
17 Dywizja Piechoty (ros. 17-я пех. дивизия) – dywizja piechoty Imperium Rosyjskiego, z okresu I wojny światowej.

## Charakterystyka
Wchodziła w skład 19 Korpusu Armijnego, a jej sztab w roku 1914 mieścił się w Chełmie. W tym czasie dywizja etatowo posiadała cztery pułki po cztery bataliony oraz brygadę artylerii polowej z 6 bateriami po 8 dział. Doświadczenie zdobyte podczas walk na frontach I wojny światowej  skutkowało zmianami organizacyjnymi. Zimą z 1916 na 1917 rozpoczęto reorganizację dywizji piechoty. Zredukowano liczbę batalionów z 16 do 12 i zmniejszono liczbę dział polowych na mniej aktywnych odcinkach frontu. 

## Dowódcy dywizji
- gen. mjr Antoni Listowski

## Struktura organizacyjna
Organizacja w 1914
- I Brygada Piechoty (Chełm)
  - 65 Moskiewski pułk piechoty (Chełm)
  - 66 Butyrski pułk piechoty (Zamość)
- II Brygada Piechoty (Kowel)
  - 67 Tarutyński pułk piechoty (Kowel)
  - 68 Borodiński pułk piechoty (Włodzimierz Wołyński)
- XVII Brygada Artylerii (Włodawa)